# Microchip temporale
Microchip temporale è un album di remix del gruppo musicale italiano Subsonica, pubblicato il 22 novembre 2019 dalla RCA Records.

## Descrizione
Si tratta di una rivisitazione dell'album Microchip emozionale, uscito vent'anni prima, realizzata con la partecipazione di svariati artisti, tra cui Cosmo, Elisa e Willie Peyote.
L'uscita del disco è stata anticipata a inizio novembre 2019 dalle nuove versioni dei singoli Aurora sogna e Il mio D.J..

## Tracce
1. Buncia 2019 – 0:06 (musica: Massimiliano Casacci)
2. Sonde (feat. Willie Peyote) – 4:53 (testo: Massimiliano Casacci – musica: Davide Dileo)
3. Colpo di pistola (feat. Nitro) – 4:04 (testo: Massimiliano Casacci – musica: Davide Dileo, Massimiliano Casacci)
4. Aurora sogna (feat. Coma Cose, Mamakass) – 3:23 (Massimiliano Casacci)
5. Lasciati (feat. Elisa) – 4:15 (testo: Samuel Romano, Luca Ragagnin – musica: Samuel Romano, Massimiliano Casacci)
6. Tutti i miei sbagli (feat. Motta) – 4:18 (testo: Massimiliano Casacci, Samuel Romano – musica: Massimiliano Casacci, Davide Dileo)
7. Liberi tutti (feat. Lo Stato Sociale) – 4:04 (testo: Massimiliano Casacci, Samuel Romano – musica: Massimiliano Casacci)
8. Strade (feat. Coez) – 3:51 (testo: Samuel Romano, Massimiliano Casacci – musica: Davide Dileo, Samuel Romano)
9. Discolabirinto (feat. Cosmo) – 7:21 (testo: Morgan – musica: Morgan, Davide Dileo)
10. Il mio D.J. (feat. Achille Lauro) – 4:26 (testo: Massimiliano Casacci, Luca Ragagnin – musica: Davide Dileo)
11. Il cielo su Torino (feat. Ensi) – 4:28 (testo: Massimiliano Casacci, Luca Ragagnin – musica: Massimiliano Casacci)
12. Albe meccaniche (feat. Fast Animals and Slow Kids) – 5:38 (testo: Massimiliano Casacci, Luca Ragagnin – musica: Massimiliano Casacci)
13. Depre (feat. Myss Keta) – 5:23 (Massimiliano Casacci)
14. Perfezione (feat. Gemitaiz) – 3:55 (Massimiliano Casacci)

## Classifiche
| Classifica (2019) | Posizione massima |
| ----------------- | ----------------- |
| Italia            | 6                 |